# Грудинин, Василий Семёнович
Васи́лий Семёнович Груди́нин (1913—1943) — сержант Рабоче-крестьянской Красной Армии, участник Великой Отечественной войны, Герой Советского Союза (1943).

## Биография
Родился в 1913 году в Иваново-Вознесенске (ныне — Иваново). Работал гравёром на текстильной фабрике. В 1941 году был призван на службу в Рабоче-крестьянскую Красную Армию и направлен на фронт Великой Отечественной войны. К марту 1943 года гвардии сержант Василий Грудинин командовал отделением 78-го гвардейского стрелкового полка 25-й гвардейской стрелковой дивизии 6-й армии Юго-Западного фронта, служил в составе взвода гвардии лейтенанта Широнина. Отличился в боях за освобождение Левобережной Украины.
2 марта 1943 года в составе взвода Широнина принимал активное участие в отражении атак танковых, механизированных и пехотных подразделений противника у железнодорожного переезда на южной окраине села Тарановка Змиёвского района Харьковской области Украинской ССР. В 8 часов утра после артобстрела противник перешёл в наступление силами 25 танков и 15 бронетранспортёров. Грудинин подбил два танка, а когда третий вплотную приблизился к переезду, бросился на него с гранатой, подорвав его. Всего же в том бою взвод уничтожил 16 танков, штурмовое орудие и более 100 вражеских солдат и офицеров. Похоронен в братской могиле на месте боя.
Указом Президиума Верховного Совета СССР «О присвоении звания Героя Советского Союза начальствующему и рядовому составу Красной Армии» от 18 мая 1943 года за  «образцовое выполнение боевых заданий командования на фронте борьбы с немецкими захватчиками и проявленные при этом отвагу и геройство» удостоен посмертно высокого звания Героя Советского Союза. Также посмертно был награждён орденом Ленина.